# 龍崎一郎
龍崎 一郎（りゅうざき いちろう、1912年2月20日 - 1988年6月28日）は、日本の俳優。神奈川県横浜市出身。本名は龍崎 光一郎。旧芸名は竜崎 一郎。特技は剣道（5段）。師は映画監督の牛原虚彦。

## 人物
旧制神奈川県立横浜第一中学校（現：神奈川県立希望ヶ丘高等学校）卒。
新興キネマ、高田プロダクション、東宝、ぷろだくしょん森に所属していた。
1988年6月28日、肺癌のため死去。76歳没。

## 出演作品

### 映画
- 忠臣蔵 前篇・後篇（1939年） - 吉良方伊藤喜右衛門
- 東京の女性（1939年） - 社長秘書
- 海軍爆撃隊（1940年） - 小林少尉
- 太陽の都（1940年）
- 燃ゆる大空（1940年） - 能登大尉
- 時の花形（1940年）
- 指導物語（1941年） - 中隊長
- 八十八年目の太陽（1941年） - 工員
- 南海の花束（1942年） - 乗務員・古賀
- 母は死なず（1942年） - 橋本
- 翼の凱歌（1942年）
- ハワイ・マレー沖海戦（1942年） - 吉田中尉[1]
- 秘めたる覚悟（1943年） - 成田
- 若き姿（1943年） - 熊沢伍長
- 今ひとたびの（1947年） - 野上哲也
- 面影（1948年） - 川崎竜一
- 五人の目撃者（1948年） - 千田二郎
- 誰に恋せん（1948年） - 湯川尚一
- すいれん夫人とバラ娘（1948年） - 矢崎
- 新愛染かつら（1948年） - 津村浩三 ※主演
- 男が血を見た時（1949年）
- 地獄の貴婦人（1949年） - 南郷
- 毒薔薇（1949年） - 児島
- 三つの真珠（1949年） - 高木達夫
- 青い山脈（1949年） - 沼田正雄
- 仮面舞踏会（1949年） - 七条泰麿
- 花の日月（1949年） - 真二郎
- 女の顔（1949年） - 黒川信造
- 花も嵐も（1949年） - 岩田正道
- 彼と彼女と名探偵（1950年） - 花輪
- 妻の部屋（1950年） - 今井達吉
- 続不良少女（1950年） - 榊原
- 岡晴夫のマドロスの唄（1950年）※主演
- 暴力の街（1950年）
- 春雪（1950年） - 岡崎保
- 妻も恋す（1950年） - 水谷博史
- 童貞（1950年）
- 春の潮（1950年）
- 恋しかるらん（1950年）
- 夢は儚なく（1950年）※主演
- 七色の花（1950年） - 海老原
- 夜の緋牡丹（1950年） - 三村鉄
- 情艶一代女（1951年） - 高島達之助、山村耕一（2役）
- 風雲児（1951年） - 矢野正五郎
- メスを持つ処女（1951年） - 間宮太郎
- 覗かれた足（1951年） - 健二 ※主演
- 夜の未亡人（1951年） - 関梅太郎
- さすらいの旅路（1951年） - 小原亮一
- 最後の顔役（1952年） - 新村専太郎
- 魚河岸帝国（1952年） - 麻川要
- 栄冠涙あり（1952年） - 有川 ※主演
- 貞操の街（1952年） - 秋本省三
- 若き日のあやまち（1952年） - 山田助教授
- 乙女の本能 ボート8人娘（1952年） - 山上船長
- 芸者ワルツ（1952年） - 六郷信太郎 ※主演
- 花吹く風（1953年） - 石狩
- 七番街襲撃（1953年） - 内村警部補
- 天馬往来（1953年） - 日柳燕石
- 健児の塔（1953年） - 藤井校長
- 新書太閤記 急襲桶狭間（1953年） - 織田信長
- 北海の虎（1953年） - 伊谷助三郎
- 母系図（1953年） - 正木信之
- 慶安水滸伝（1954年） - 由井正雪
- 少年姿三四郎（1954年） - 矢野正五郎
- 鳴門秘帖（1954年） - お十夜孫兵衛
- 地獄への復讐（1954年） - 浅井鉄太郎
- 美男お小姓 人斬り彦斎（1955年） - 佐々淳之助
- 恋天狗（1955年） - 佐川剛造
- 隠密若衆（1955年） - 尾張宗春
- 喧嘩奉行（1955年） - 松平和泉守
- しいのみ学園（1955年） - 村田三吉
- 源義経（1955年） - 金売り吉次
- 旗本退屈男 謎の伏魔殿（1955年） - 目明し源七
- 次郎物語（1955年） - 俊亮
- あばれ振袖（1955年） - 榊原主計頭、左文字内匠（2役）
- 赤穂浪士 天の巻 地の巻（1956年） - 脇坂淡路守
- 拳銃対拳銃（1956年） - 山田裕天
- 続源義経（1956年） - 金売り吉次
- 若さま侍捕物帖 魔の死美人屋敷（1956年） - 阿部伊予之助
- 勝鬨天魔峠（1956年） - 竜四郎
- 軍神山本元帥と連合艦隊（1956年） - 草刈参謀長
- この女に手を出すな（1956年） - 藤井重明
- 警察官（1957年） - 久野部長刑事
- 浪人街（1957年） - 小幡七郎右衛門
- 明治天皇と日露大戦争（1957年） - 戸水寛人博士
- 剣聖 暁の三十六番斬り（1957年） - 河合甚左衛門
- 股旅男八景 殿さま鴉（1957年） - 大内左文次
- 美男剣競録（1957年） - 益満休之助
- 侍ニッポン（1957年） - 黒沢忠三郎
- 赤城の子守唄（1957年） - 日光の円蔵
- 伝七捕物帖 髑髏狂女（1958年） - 関重兵衛
- 勇み肌千両男（1958年） - 栄五郎
- 天皇・皇后と日清戦争（1958年） - 伊東中将
- アンコール・ワット物語 美しき哀愁（1958年） - 国賓
- 忠臣蔵（1958年） - 塩山伊左衛門
- 天保水滸伝（1958年） - 勢力富五郎
- 重臣と青年将校 陸海軍流血史（1958年） - 藤野五郎
- 大東亜戦争と国際裁判（1959年） - 山本五十六
- 女間諜暁の挑戦（1959年） - 王
- 蛇姫様（1959年） - 隠密・山本
- 恐るべき火遊び（1959年） - 佐合社長
- 最後の切札（1960年） - 西川為次郎
- 東京の夜は泣いている（1961年） - 田宮謙造代議士
- 風雲新撰組（1961年） - 土方歳三
- スパイ・ゾルゲ 真珠湾前夜（1961年） - 松井
- 黒い傷あとのブルース（1961年） - 皆川
- 大吉ぼんのう鏡（1962年） - 本来和尚 ※主演
- いも侍・蟹右衛門（1964年） - 夏目玄々斎
- 「明治の風雪」より 柔旋風（1965年） - 静閑寺静馬
- 続・柔旋風 四天王誕生（1965年） - 樋口安明
- 獄中の顔役（1968年） - 田島大三郎
- あゝ予科練（1968年） - 土空司令
- “人妻”より 夜の掟（1969年） - 花丸卓造
- 監獄人別帳（1970年） - 吉蔵
- トラ・トラ・トラ!（1970年） - 草鹿龍之介
- 王将（1973年） - 柳沢伯爵
- 沈黙の夏（1980年）

### テレビドラマ
- アイフル大作戦
- 赤い雲
- 愛は海よりも深く
- アテンションプリーズ（ホテル総支配人）
- あの波の果てまで
- ある遍歴
- 暗殺者の最期
- 一日限りの冒険
- 浮世絵 女ねずみ小僧
- うぐいす侍
- 打ち込め! 青春
- えくぼ
- 悦ちゃん
- 江戸川乱歩シリーズ 明智小五郎
- 江戸を斬るIII（蓬莢屋嘉兵衛）
- 大江戸捜査網 第3シリーズ
  - 第21話「仇討ち無情」（1974年） - 橋本軍兵衛
  - 第212話「恋なさけ捨て身の木遣唄」（1977年） - 鳥居備後守
  - 第290話「暴れ十手 捨て身の恩返し」（1979年） - 北川主膳
- 大奥
- おかあさん
- おばあちゃん
- おもかげ
- お役者文七
- 怪奇大作戦 第10話「死を呼ぶ電波」（1968年） - 村木剛造
- 快傑黒頭巾
- 怪談 第4話「雨の古沼」（1972年、MBS）- 喜右衛門
- 風
- かみなり三代（上条貞美）
- 消えた設計図
- 菊太郎無残囃子
- 桐のたんす
- 緊急指令10-4・10-10 第25話「死を呼ぶ鳩」（1972年） - 西田教授
- 黒い編笠
- 黒帯風雲録 柔
- 決定的瞬間
- 剣豪秘伝
- 検事霧島三郎
- 現代幸福読本
- ゴールドアイ
- 国際捜査指令
- 告白
- 心に詩あり
- 乞食大将
- 五人の野武士
- この空の下に
- 坂本龍馬
- ザ★ゴリラ7
- さむらい飛脚
- サラリーマン重役
- 三行広告
- 三人の息子
- 三匹の侍
  - 三匹の侍 第4シリーズ ※ノンクレジット
  - 三匹の侍 第6シリーズ 第15話「吹き溜り」（1969年） - 大原主膳
- シーメンス事件
- 自画像の怪
- 嫉妬
- 志都という女
- 死の花言葉
- 清水次郎長
- 指名手配
- シャープクライマックス 人生はドラマだ
- 柔道一代
- 消防芸者
- 白井権八
- 新吾十番勝負
- 新書太閤記
- 人生うらおもて
- 姿三四郎
  - 姿三四郎（1963年版）
  - 姿三四郎（1970年版）（伊藤博文）
- 素浪人 月影兵庫
- 素浪人 花山大吉
- 青春を返せ
- 青年 第二部
- 銭形平次（大川橋蔵版）
- 早春
- 続 柔
- だけどお酒はやめられない
- 他国の雨
- 旅がらすくれないお仙
- 調停
- 諜報
- ちん・とん・しゃん（吉本社長）
- 追憶
- 痛快!河内山宗俊
- テストパイロット
- 鉄道公安36号
- 天衣無縫
- 転落の詩集（羽村七右ヱ門）
- 東京バイパス指令
- 闘魂
- 遠山の金さん
- 特捜シリーズ
- 特別機動捜査隊
- 特命刑事 第10話「ファイナル・チャレンジ」（1980年） - 都倉巌
- 特命諜報207（志賀村大佐）
- どてらい男
- 七つの顔の男
- 虹が呼んでいる
- 日本名作怪談劇場 第9話「怪談 牡丹燈籠」
- 人形佐七捕物帳
- 人間解体
- 旗本退屈男
- 花散らすまじ ある外交官の物語
- 花の森台地
- 母と子
- 母と呼ばれる
- パパの秘密
- 判決
- 半七捕物帳
- 幡随院長兵衛
- 緋剣流れ星お蘭
- 非情のライセンス
  - 非情のライセンス 第1シリーズ
  - 非情のライセンス 第2シリーズ
  - 非情のライセンス 第3シリーズ
- 日真名氏飛び出す
- 姫君と浪人
- 風雲新選組・近藤勇
- 風流交差点 恋人をかえせ
- 浮遊昆虫
- 冬の月
- プレイガール
- 平四郎危機一発
- ほほえみ一家
- マイティジャック 第2話「K52を奪回せよ」（1968年） - 伊集院博士
- 負けるが勝ち
- ママと私たち[2]
- 間宮林蔵
- 水戸黄門
  - 水戸黄門 第1部
    - 第31話「乱斗鷹ノ巣峠・忍」- 堀田大膳

  - 水戸黄門 第3部
  - 水戸黄門 第4部
    - 第32話「からくり異聞・宇都宮」- 酒井采女
- 宮本武蔵（壬生源左衛門）
- 娘と私
- 明治天皇 第一部
- 柳生十兵衛（仙石忠政）
- 弥次喜多隠密道中
- 柔
- 柔一筋
- 妖怪血染めの櫛
- 横綱以上
- 吉宗評判記 暴れん坊将軍
  - 第61話「春の嵐に散った恋」- 青山備中守
- 吉田松陰
- 陸橋
- レモンのような女
- ローンウルフ 一匹狼
- 若いやつ
- 若さま侍捕物手帖（1967年版）
- われら弁護士

## 関連人物
- 大瀬康一 - 元付き人。叔父が知り合いで、その伝手を頼りに付き人となる。その後、龍崎の推薦で東映の大部屋俳優となる[3]。